# Liste der Kulturdenkmale in Kiel-Vorstadt
In der Liste der Kulturdenkmale in Kiel-Vorstadt sind alle Kulturdenkmale des Stadtteils Vorstadt der schleswig-holsteinischen Landeshauptstadt Kiel aufgelistet (Stand: 30. Juni 2025).
Die Bodendenkmale sind in der Liste der Bodendenkmale in Kiel aufgeführt.

## Legende
In den Spalten befinden sich folgende Informationen:
- Objekt-ID: die Nummer des Kulturdenkmales
- Lage: die Adresse des Kulturdenkmales und die geographischen Koordinaten. Kartenansicht, um Koordinaten zu setzen. In der Kartenansicht sind Kulturdenkmale ohne Koordinaten mit einem roten Marker dargestellt und können in der Karte gesetzt werden. Kulturdenkmale ohne Bild sind mit einem blauen Marker gekennzeichnet, Kulturdenkmale mit Bild mit einem grünen Marker.
- Offizielle Bezeichnung: Bezeichnung des Kulturdenkmales
- Beschreibung: die Beschreibung des Kulturdenkmales
- Bild: ein Bild des Kulturdenkmales

## Sachgesamtheiten
| Objekt-ID | Lage                                                                           | Offizielle Bezeichnung | Beschreibung | Bild            |
| --------- | ------------------------------------------------------------------------------ | ---------------------- | --- | --------------- |
| 40361     | Rathausplatz 1-2, 3, 4, Fleethörn 9, Rathausplatz (54° 19′ 22″ N, 10° 8′ 1″ O) | Rathausplatz Kiel      | Rathausplatz Kiel mit Umbauung; 1905–1972; Platzgestaltung 1972 (Hense) anlässlich der Segelolympiade mit maritimen Bezügen, zu drei Seiten von öffentlichen Gebäuden eingefasst, ehem. Stadttheater von 1905–07, Rathaus von 1907–08, ehem. Bankhaus Ahlmann von 1925–27 und ehem. Landeszentralbank 1949–50 - Begründung: geschichtlich, künstlerisch, städtebaulich - Schutzumfang: Rathaus mit seitlichen Einfriedungen (Fleethörn 9-17); Rathausplatz, Brunnenfigur „Schwertträger“, Freiplastik „Nachbar“ (Rathausplatz); Opernhaus (Rathausplatz 4), ehem. Bankhaus Ahlmann (Rathausplatz 1-2), ehem. Landeszentralbank (Rathausplatz 3)             | Fotos hochladen |
| 55105     | Sophienblatt 33 (54° 18′ 45″ N, 10° 7′ 46″ O)                                  | Brandkasse Provinzial  | Brandkasse Provinzial; 1977–80, Architekten Büro Walter Henn und H.-Th. Petersen; Freiraumplanung Klaus-Dieter Bendfeldt BDLA, Kunst am Bau Ulrich Beier, Hans Kock; siebengeschossiger, höhengestaffelter Stahlbetonskelettbau auf bewegtem, spitzwinklig zulaufendem Grundriss, Vorhangfassade aus braun-eloxierten Aluminiumelementen, umgebende, teils begrünte Freiflächen, Steinplastik „Wind, Feuer, Wasser“, Bronzeplastik im Innenhof - Begründung: geschichtlich, wissenschaftlich, künstlerisch, städtebaulich - Schutzumfang: Verwaltungsgebäude der Brandkasse Provinzial, Plastik "Wind, Feuer, Wasser", Plastik mit Steingarten, Freiflächen | BW              |

## Mehrheit von baulichen Anlagen
| Objekt-ID | Lage                                            | Offizielle Bezeichnung                                     | Beschreibung | Bild            |
| --------- | ----------------------------------------------- | ---------------------------------------------------------- | --- | --------------- |
| 47661     | Lange Reihe 25, 27 (54° 19′ 9″ N, 10° 7′ 55″ O) | Wohn- und Geschäftshäuser Lange Reihe 25-27/Ziegelteich 14 | Wohn- und Geschäftshäuser Lange Reihe; 1891–93, Baugeschäft Amelow und J.A. Lauers; Ensemble zweier mehrgeschossiger Backsteinbauten unter ausgebautem Dach in neogotischer Formensprache - Begründung: geschichtlich, städtebaulich - Schutzumfang: Wohnhaus (Lange Reihe 25), Wohn- und Geschäftshaus (Lange Reihe 27, Ziegelteich 14) | Fotos hochladen |

## Bauliche Anlage
| Objekt-ID      | Lage                                                   | Offizielle Bezeichnung                       | Beschreibung | Bild                             |
| -------------- | ------------------------------------------------------ | -------------------------------------------- | --- | -------------------------------- |
| 10591          | Andreas-Gayk-Straße 7–11 (54° 19′ 15″ N, 10° 8′ 12″ O) | Geschäftshaus Ritter                         | Geschäftshaus Ritter; 1950–52, Architekt Bernhard Voss; fünfgeschossiger Backsteinbau in Ecklage, Flachdach mit Staffelgeschoss, Fassade mit reduziertem Sandsteindekor und Medaillon, repräsentatives Treppenhaus mit Kunst- und Werksteinausstattung - Begründung: geschichtlich, städtebaulich - Schutzumfang: gesamtes Objekt - Denkmaltyp: Bauliche Anlage | weitere Fotos \| Fotos hochladen |
| 30067 Wikidata | Andreas-Gayk-Straße 10–12 (54° 19′ 15″ N, 10° 8′ 8″ O) | Kaufhaus Kepa                                | Alteintragung (Aktualisierung vorgesehen) - Begründung: Alteintragung (Aktualisierung vorgesehen) - Schutzumfang: Alteintragung (Aktualisierung vorgesehen) - Denkmaltyp: Bauliche Anlage | weitere Fotos \| Fotos hochladen |
| 52187          | Asmus-Bremer-Platz (54° 19′ 17″ N, 10° 8′ 5″ O)        | Asmus-Bremer-Platz                           | Asmus-Bremer-Platz; 1979–80, 1982, Landschaftsplaner Wehberg, Eppinger u. Lange, Bildhauerin Frauke Wehberg; Stadtplatz mit wellenartiger Bodengestaltung, Brunnenrinne mit Neptunsmaske, Bronzeplastiken des Asmus-Bremer und eines Zeitungsjungen sowie Muschelbrunnen; Gleditsien-Hain und Kugelrobinienallee - Begründung: geschichtlich, künstlerisch, städtebaulich - Schutzumfang: Asmus-Bremer-Platz, Bronzeplastik: Asmus Bremer, Bronzeplastik: Zeitungsjunge, Sprottenbrunnen - Denkmaltyp: Bauliche Anlage                         | weitere Fotos \| Fotos hochladen |
| 10599          | Auguste-Viktoria-Straße 2 (54° 19′ 3″ N, 10° 8′ 0″ O)  | Kontorhaus                                   | Alteintragung (Aktualisierung vorgesehen) - Begründung: Alteintragung (Aktualisierung vorgesehen) - Schutzumfang: Alteintragung (Aktualisierung vorgesehen) - Denkmaltyp: Bauliche Anlage | Fotos hochladen                  |
| 11471          | Fabrikstraße 8 (54° 19′ 12″ N, 10° 8′ 11″ O)           | Lehment-Speicher                             | erbaut von Heinrich Moldenschardt. Gegenwärtig genutzt vom Ordnungsamt Kiel; Alteintragung (Aktualisierung vorgesehen) - Begründung: geschichtlich, städtebaulich - Schutzumfang: gesamtes Objekt - Denkmaltyp: Bauliche Anlage | weitere Fotos \| Fotos hochladen |
| 3249 Wikidata  | Fleethörn 9–17 (54° 19′ 20″ N, 10° 7′ 59″ O)           | Rathaus                                      | Rathaus; 1907–11 Architekt Hermann Billing; mehrgeschossiger breit gelagerter Backsteinbau mit drei Innenhöfen und markantem Turm, Werksteingliederungen; Ausstattungsstücke des 17.-18. Jhs., wandfeste Ausstattung u. a. von Ludwig Dettmann, Hermann Föry, Adolf Brütt, Alwin Blaue und Fritz During - Begründung: geschichtlich, künstlerisch, städtebaulich - Schutzumfang: Rathaus, seitliche Einfriedungen - Denkmaltyp: Bauliche Anlage, Sachgesamtheit: Rathausplatz Kiel                                                             | weitere Fotos \| Fotos hochladen |
| 9003           | Fleethörn 18–24 (54° 19′ 19″ N, 10° 8′ 3″ O)           | Gesundheitsamt                               | Alteintragung (Aktualisierung vorgesehen) - Begründung: geschichtlich, künstlerisch, städtebaulich - Schutzumfang: gesamtes Objekt - Denkmaltyp: Bauliche Anlage | weitere Fotos \| Fotos hochladen |
| 6387           | Fleethörn 26 (54° 19′ 20″ N, 10° 8′ 3″ O)              | ehem. Landeszentralbank                      | In dem Gebäude befindet sich heute das Kieler Standesamt. Alteintragung (Aktualisierung vorgesehen) - Begründung: Alteintragung (Aktualisierung vorgesehen) - Schutzumfang: Alteintragung (Aktualisierung vorgesehen) - Denkmaltyp: Bauliche Anlage | weitere Fotos \| Fotos hochladen |
| 49144          | Hafenstraße 15 (54° 19′ 15″ N, 10° 8′ 13″ O)           | Holsten-Bunker                               | Holsten-Bunker; 1941, Firma Ed. Züblin & Co.; massiver Hochbunker auf quadratischem Grundriss, Stahlbetonbau mit vier Unter- und vier Obergeschossen, Zivilschutzbunker, Nutzfläche 1155 m², ursprüngliche Schutzplätze 1540, aufbetonierte Wände - Begründung: geschichtlich, wissenschaftlich, städtebaulich - Schutzumfang: gesamtes Objekt - Denkmaltyp: Bauliche Anlage | weitere Fotos \| Fotos hochladen |
| 52518          | Herzog-Friedrich-Straße (54° 19′ 3″ N, 10° 7′ 47″ O)   | Verwaltungsgebäude                           | Verwaltungsgebäude; 1976–78, Architekten Heinrich Brockstedt, Carsten Brockstedt, Ernst Discher; Bauherr Schleswig-Holsteinische Landgesellschaft, mehrgeschossiger Stahlbetonbau auf H-förmigen Grundriss, Ziegelmauern, Sichtbetonelemente - Begründung: geschichtlich, künstlerisch, städtebaulich - Schutzumfang: gesamtes Objekt - Denkmaltyp: Bauliche Anlage | weitere Fotos \| Fotos hochladen |
| 53258          | Holstenbrücke 4–6 (54° 19′ 20″ N, 10° 8′ 10″ O)        | Schleswig-Holsteinische Westbank             | Schleswig-Holsteinische Westbank; im Kern 1903, Wiederaufbau 1950, Umbau 1969; viergeschossiges breitgelagertes Bankgebäude, Natursteinplattenfassade, horizontalgliedernde Fenstergruppen, schmale seitliche Fensterachsen, ursprüngliches Treppenhaus - Begründung: geschichtlich, städtebaulich - Schutzumfang: gesamtes Objekt - Denkmaltyp: Bauliche Anlage | Fotos hochladen                  |
| 22313          | Holstenplatz u. a. 1–2 (54° 19′ 12″ N, 10° 8′ 5″ O)    | IDUNA-Hochhaus (Hotel Astor)                 | IDUNA-Hochhaus (Hotel Astor); 1958–60, Architekt Ferdinand Streb; elfgeschossiger Stahlbeton-Skelettbau auf ausladendem, zwei- bis dreigeschossigem Sockelgeschoss (Ladenzone), Metallvorhangfassade, filigrane Rastergliederung mit umlaufender Durchfensterung - Begründung: geschichtlich, künstlerisch, städtebaulich - Schutzumfang: gesamtes Objekt - Denkmaltyp: Bauliche Anlage | weitere Fotos \| Fotos hochladen |
| 11663          | Holstenstraße 38–40 (54° 19′ 19″ N, 10° 8′ 11″ O)      | Kaufhaus Meislahn                            | Kaufhaus Meislahn; 1936/37, Architekt Ernst Stoffers; fünfgeschossiges Geschäftshaus auf L-förmigem Grundriss, neun und acht Fensterachsen, Obergeschosse mit Sandstein verblendeter Fassade, vorkragendes Walmdach auf Konsolgesims - Begründung: geschichtlich, städtebaulich - Schutzumfang: gesamtes Objekt - Denkmaltyp: Bauliche Anlage | weitere Fotos \| Fotos hochladen |
| 8488           | Holstenstraße 53 (54° 19′ 16″ N, 10° 8′ 8″ O)          | Geschäftshaus                                | Geschäftshaus; 1908, Architekt Johann Theede, 1951, Otto Christophersen; ursprünglich viergeschossiger Backsteinbau mit reicher Bauplastik teils in Werkstein, Wiederaufbau mit zusätzlichem Mezzaningeschoss - Begründung: geschichtlich, künstlerisch, städtebaulich - Schutzumfang: gesamtes Äußeres - Denkmaltyp: Bauliche Anlage | weitere Fotos \| Fotos hochladen |
| 11662 Wikidata | Holstenstraße 55–59 (54° 19′ 15″ N, 10° 8′ 7″ O)       | Kaufhaus Kepa                                | Alteintragung (Aktualisierung vorgesehen) - Begründung: Alteintragung (Aktualisierung vorgesehen) - Schutzumfang: Alteintragung (Aktualisierung vorgesehen) - Denkmaltyp: Bauliche Anlage | weitere Fotos \| Fotos hochladen |
| 11661          | Holstenstraße 88-90 (54° 19′ 13″ N, 10° 8′ 3″ O)       | Howe-Haus                                    | Eckhaus Holstenstraße / Schevenbrücke 1949, entworfen von Wilhelm Neveling im Auftrag von Karl-Heinz Howe - Begründung: geschichtlich, städtebaulich - Schutzumfang: gesamtes Äußeres - Denkmaltyp: Bauliche Anlage | weitere Fotos \| Fotos hochladen |
| 3205           | Holstenstraße 106–108 (54° 19′ 8″ N, 10° 7′ 59″ O)     | Landwirtschaftskammer                        | Alteintragung (Aktualisierung vorgesehen) - Begründung: Alteintragung (Aktualisierung vorgesehen) - Schutzumfang: Alteintragung (Aktualisierung vorgesehen) - Denkmaltyp: Bauliche Anlage | weitere Fotos \| Fotos hochladen |
| 3210           | Kaistraße 33 (54° 18′ 58″ N, 10° 8′ 4″ O)              | Eckmann-Speicher                             | Alteintragung (Aktualisierung vorgesehen) - Begründung: Alteintragung (Aktualisierung vorgesehen) - Schutzumfang: Alteintragung (Aktualisierung vorgesehen) - Denkmaltyp: Bauliche Anlage | weitere Fotos \| Fotos hochladen |
| 9491           | Kleiner Kuhberg 14 (54° 19′ 16″ N, 10° 7′ 54″ O)       | Turnhalle                                    | Alteintragung (Aktualisierung vorgesehen) - Begründung: Alteintragung (Aktualisierung vorgesehen) - Schutzumfang: Alteintragung (Aktualisierung vorgesehen) - Denkmaltyp: Bauliche Anlage | Fotos hochladen                  |
| 31101          | Kleiner Kuhberg 16 (54° 19′ 17″ N, 10° 7′ 53″ O)       | ehem. Schulmuseum                            | Alteintragung (Aktualisierung vorgesehen) - Begründung: Alteintragung (Aktualisierung vorgesehen) - Schutzumfang: Alteintragung (Aktualisierung vorgesehen) - Denkmaltyp: Bauliche Anlage | Fotos hochladen                  |
| 9009           | Kleiner Kuhberg 38 (54° 19′ 18″ N, 10° 7′ 48″ O)       | Wohnhaus                                     | Wohnhaus; um 1850; zweigeschossiger Backsteinbau mit Halbwalmdach über hohem Kellergeschoss, fünfachsige Fassade heute hell getüncht, Gurtgesims, Eingang mit historischem Türoberlicht - Begründung: geschichtlich, wissenschaftlich, städtebaulich - Schutzumfang: gesamtes Objekt - Denkmaltyp: Bauliche Anlage | Fotos hochladen                  |
| 5883 Wikidata  | Raiffeisenstraße 1 (54° 18′ 59″ N, 10° 7′ 56″ O)       | Raiffeisenhaus                               | Alteintragung (Aktualisierung vorgesehen) - Begründung: Alteintragung (Aktualisierung vorgesehen) - Schutzumfang: Alteintragung (Aktualisierung vorgesehen) - Denkmaltyp: Bauliche Anlage | weitere Fotos \| Fotos hochladen |
| 3252           | Rathausplatz 1–2 (54° 19′ 21″ N, 10° 8′ 5″ O)          | ehem. Bankhaus Ahlmann                       | Alteintragung (Aktualisierung vorgesehen) - Begründung: geschichtlich, städtebaulich - Schutzumfang: Alteintragung (Aktualisierung vorgesehen) - Denkmaltyp: Bauliche Anlage, Sachgesamtheit: Rathausplatz Kiel | weitere Fotos \| Fotos hochladen |
| 12128          | Rathausplatz 3 (54° 19′ 21″ N, 10° 8′ 3″ O)            | ehem. Landeszentralbank                      | Alteintragung (Aktualisierung vorgesehen) - Begründung: geschichtlich, städtebaulich - Schutzumfang: Alteintragung (Aktualisierung vorgesehen) - Denkmaltyp: Bauliche Anlage, Sachgesamtheit: Rathausplatz Kiel | weitere Fotos \| Fotos hochladen |
| 3250 Wikidata  | Rathausplatz 4 (54° 19′ 23″ N, 10° 7′ 59″ O)           | Opernhaus                                    | Stadttheater; 1905–07 Architekt Heinrich Seeling, 1952–53 Wiederaufbau Architekt Hansen, Widmann, Kallmorgen, Zotzmann, 1970–71 Erweiterungsbau W. Kallmorgen; mehrgeschossiger Backsteinbau mit ornamentierten Werksteingliederungen, vereinfachender Wiederaufbau mit Mezzanin und flachen Walmdächern; Erweiterungsbau als schwarz verglaster Kubus abgesetzt - Begründung: geschichtlich, künstlerisch, städtebaulich - Schutzumfang: gesamtes Objekt - Denkmaltyp: Bauliche Anlage, Sachgesamtheit: Rathausplatz Kiel                     | weitere Fotos \| Fotos hochladen |
| 3174 Wikidata  | Rathausplatz (54° 19′ 22″ N, 10° 8′ 3″ O)              | Brunnenfigur „Schwertträger“                 | Brunnenfigur „Schwertträger“; 1912 Adolf Brütt; überlebensgroße Bronzefigur eines nackten Jünglings, von dem im 2. Weltkrieg zerstörten Marktbrunnen (1912) - Begründung: geschichtlich, künstlerisch, städtebaulich - Schutzumfang: gesamtes Objekt - Denkmaltyp: Bauliche Anlage, Sachgesamtheit: Rathausplatz Kiel | weitere Fotos \| Fotos hochladen |
| 14755          | Rathausplatz (54° 19′ 22″ N, 10° 8′ 2″ O)              | Rathausplatz                                 | Rathausplatz; 1971–72, Ingrid und Peter Hense; Neugestaltung anlässlich der Segelolympiade 1972, gestuftes, zum Kleinen Kiel angehobenes Profil, Verwendung von historischen Steinmaterialien des Kieler Hafens (Granit) und Verzicht auf Grüngestaltung, ehem. Brunnenfigur „Schwertträger“ von Adolf Brütt (1919), Glaszylinder für Olympisches Feuer und Freiplastik „Nachbar“ von Jan Koblasa. - Begründung: geschichtlich, städtebaulich - Schutzumfang: gesamtes Objekt - Denkmaltyp: Bauliche Anlage, Sachgesamtheit: Rathausplatz Kiel | weitere Fotos \| Fotos hochladen |
| 40372          | Rathausplatz (54° 19′ 20″ N, 10° 8′ 2″ O)              | Freiplastik „Nachbar“                        | Freiplastik „Nachbar“; 1972 von Jan Koblasa; Lage am Eingang des Standesamtes, Plastik einer stark stilisierten, sitzenden Gestalt, Messingblech in Kombination mit einer Natursteinbank - Begründung: geschichtlich, künstlerisch, städtebaulich - Schutzumfang: gesamtes Objekt - Denkmaltyp: Bauliche Anlage, Sachgesamtheit: Rathausplatz Kiel | weitere Fotos \| Fotos hochladen |
| 8466 Wikidata  | Rathausstraße 1 (54° 19′ 21″ N, 10° 7′ 54″ O)          | Kath. Kirche St. Nikolaus                    | Alteintragung (Aktualisierung vorgesehen) - Begründung: geschichtlich, künstlerisch, städtebaulich - Schutzumfang: gesamtes Objekt - Denkmaltyp: Bauliche Anlage | weitere Fotos \| Fotos hochladen |
| 12102          | Ringstraße 28 (54° 18′ 57″ N, 10° 7′ 39″ O)            | Mietwohnungshaus                             | Mietwohnungshaus; um 1875; dreigeschossiger traufständiger Putzbau unter Satteldach, hohes Sockelgeschoss mit rundbogiger Hofdurchfahrt, spätklassizistisch gegliederte Fassade mit Gesimsen und Fensterverdachungen - Begründung: geschichtlich, städtebaulich - Schutzumfang: gesamtes Objekt - Denkmaltyp: Bauliche Anlage | Fotos hochladen                  |
| 12101          | Ringstraße 32 (54° 18′ 57″ N, 10° 7′ 37″ O)            | Wohn- und Geschäftshaus                      | Wohn und Geschäftshaus; 1875, Architekt Schmidt; stumpfwinkliger dreigeschossiger Eckbau unter Satteldach, spätklassizistische Putzfassade, Gebäudeecke durch Kastenerker mit Altan ausgezeichnet - Begründung: geschichtlich, städtebaulich - Schutzumfang: gesamtes Objekt - Denkmaltyp: Bauliche Anlage | Fotos hochladen                  |
| 3260           | Schülperbaum 9–11 (54° 19′ 10″ N, 10° 7′ 44″ O)        | 2 Wohnhäuser                                 | Alteintragung (Aktualisierung vorgesehen) - Begründung: Alteintragung (Aktualisierung vorgesehen) - Schutzumfang: Alteintragung (Aktualisierung vorgesehen) - Denkmaltyp: Bauliche Anlage | Fotos hochladen                  |
| 12262          | Sophienblatt 1 (54° 19′ 5″ N, 10° 8′ 0″ O)             | Wohn- und Geschäftshaus                      | Wohn- und Geschäftshaus; 1906/07, Carl Imhoff; fünfgeschossiger Putzbau in repräsentativer Ecklage, reiche Gestaltung durch Ecktürme, Erker mit Loggien und Altan, Inschriftenkartusche „Viktoriaeck“ - Begründung: geschichtlich, städtebaulich - Schutzumfang: gesamtes Äußeres - Denkmaltyp: Bauliche Anlage | weitere Fotos \| Fotos hochladen |
| 3265           | Sophienblatt 3 (54° 19′ 4″ N, 10° 8′ 0″ O)             | Kontorhaus                                   | Alteintragung (Aktualisierung vorgesehen) - Begründung: Alteintragung (Aktualisierung vorgesehen) - Schutzumfang: Alteintragung (Aktualisierung vorgesehen) - Denkmaltyp: Bauliche Anlage | Fotos hochladen                  |
| 3266           | Sophienblatt 13–17 (54° 19′ 1″ N, 10° 7′ 57″ O)        | Ehem. Provinzialversicherungsgebäude         | Alteintragung (Aktualisierung vorgesehen) - Begründung: geschichtlich, künstlerisch, städtebaulich - Schutzumfang: gesamtes Objekt - Denkmaltyp: Bauliche Anlage | Fotos hochladen                  |
| 3267           | Sophienblatt 19 (54° 19′ 0″ N, 10° 7′ 56″ O)           | Bürohaus                                     | Alteintragung (Aktualisierung vorgesehen) - Begründung: Alteintragung (Aktualisierung vorgesehen) - Schutzumfang: Alteintragung (Aktualisierung vorgesehen) - Denkmaltyp: Bauliche Anlage | Fotos hochladen                  |
| 3268           | Sophienblatt 21 a (54° 19′ 0″ N, 10° 7′ 56″ O)         | Wohn- und Geschäftshaus                      | Alteintragung (Aktualisierung vorgesehen) - Begründung: Alteintragung (Aktualisierung vorgesehen) - Schutzumfang: Alteintragung (Aktualisierung vorgesehen) - Denkmaltyp: Bauliche Anlage | Fotos hochladen                  |
| 3269           | Sophienblatt 21 (54° 19′ 0″ N, 10° 7′ 56″ O)           | Sparkassen-Gebäude                           | Alteintragung (Aktualisierung vorgesehen) - Begründung: Alteintragung (Aktualisierung vorgesehen) - Schutzumfang: Alteintragung (Aktualisierung vorgesehen) - Denkmaltyp: Bauliche Anlage | Fotos hochladen                  |
| 51597          | Sophienblatt 33 (54° 18′ 44″ N, 10° 7′ 45″ O)          | Verwaltungsgebäude der Brandkasse Provinzial | Verwaltungsgebäude der Brandkasse Provinzial; 1977–80, Architekten Büro Walter Henn und H.-Th. Petersen; siebengeschossiger, höhengestaffelter Stahlbetonskelettbau auf bewegtem, spitzwinklig zulaufendem Grundriss, Vorhangfassade aus braun-eloxierten Aluminiumelementen - Begründung: geschichtlich, wissenschaftlich, künstlerisch, städtebaulich - Schutzumfang: Verwaltungsgebäude der Brandkasse Provinzial, - Denkmaltyp: Bauliche Anlage, Sachgesamtheit: Brandkasse Provinzial                                                     | BW                               |
| 55101          | Sophienblatt 33 (54° 18′ 46″ N, 10° 7′ 45″ O)          | Plastik "Wind, Feuer, Wasser"                | Plastik "Wind, Feuer, Wasser"; 1980–81, Bildhauer Ulrich Beier; vor dem Verwaltungsgebäude aufgestellte dreiteilige Marmorplastik, stelenartige Körper in bewegter organischer Form - Begründung: geschichtlich, künstlerisch, städtebaulich - Schutzumfang: Plastik "Wind, Feuer, Wasser", - Denkmaltyp: Bauliche Anlage, Sachgesamtheit: Brandkasse Provinzial | BW                               |
| 55102          | Sophienblatt 33 (54° 18′ 44″ N, 10° 7′ 44″ O)          | Plastik                                      | Plastik; 1979, Bildhauer Hans Kock; im Innenhof des Verwaltungsgebäudes aufgestellte Bronzeplastik einer weiblichen Figur mit Tusch; Steingarten - Begründung: geschichtlich, künstlerisch, städtebaulich - Schutzumfang: Plastik, Steingarten - Denkmaltyp: Bauliche Anlage, Sachgesamtheit: Brandkasse Provinzial | BW                               |
| 12261          | Sophienblatt 42 a (54° 18′ 54″ N, 10° 7′ 50″ O)        | Wohn- und Geschäftshaus                      | Wohn- und Geschäftshaus; 1907, Oskar Fischer; fünfgeschossiges Eckgebäude mit Putzfassade, untere Geschosse granitverblendet, Kastenerker mit Loggien und Altan an der Südwestseite, Fassadenschmuck mit Putzornamenten und Kupferplatten - Begründung: geschichtlich, künstlerisch, städtebaulich - Schutzumfang: gesamtes Objekt - Denkmaltyp: Bauliche Anlage | weitere Fotos \| Fotos hochladen |
| 9018           | Stresemannplatz 4 (54° 19′ 5″ N, 10° 8′ 1″ O)          | Kontorhaus                                   | Alteintragung (Aktualisierung vorgesehen) - Begründung: Alteintragung (Aktualisierung vorgesehen) - Schutzumfang: Alteintragung (Aktualisierung vorgesehen) - Denkmaltyp: Bauliche Anlage | Fotos hochladen                  |
| 12355          | Waisenhofstraße 1 a (54° 19′ 17″ N, 10° 7′ 55″ O)      | Transformatorenhaus                          | Transformatorenhaus; 1927, städtisches Hochbau- und Siedlungsamt; zweigeschossig Klinkerbau, Fassade in der Art eines Giebelhauses, rundbogige Portale und Fenster, hochrechteckige Fensterreihe im ausgebauten Dachgeschoss - Begründung: geschichtlich, städtebaulich, technisch - Schutzumfang: gesamtes Objekt - Denkmaltyp: Bauliche Anlage | weitere Fotos \| Fotos hochladen |
| 11750          | Waisenhofstraße 3 (54° 19′ 18″ N, 10° 7′ 54″ O)        | ehem. Lehrerbibliothek und Turnhalle         | Alteintragung (Aktualisierung vorgesehen) - Begründung: Alteintragung (Aktualisierung vorgesehen) - Schutzumfang: Alteintragung (Aktualisierung vorgesehen) - Denkmaltyp: Bauliche Anlage | Fotos hochladen                  |
| 53367          | Waisenhofstraße 19 (54° 19′ 19″ N, 10° 7′ 51″ O)       | Wohn- und Geschäftshaus                      | Wohn- und Geschäftshaus; um 1900; dreigeschossiger Backsteinbau, achssymmetrische Fassadengestaltung, seitliche Ladenfenster und Trapezerker, Stichbogenfenster, zeittypische farbige Backsteinornamentik - Begründung: geschichtlich, städtebaulich - Schutzumfang: gesamtes Objekt - Denkmaltyp: Bauliche Anlage | Fotos hochladen                  |
| 24007          | Wichmannstraße 2 (54° 19′ 11″ N, 10° 7′ 44″ O)         | Wohnblock                                    | Alteintragung (Aktualisierung vorgesehen) - Begründung: Alteintragung (Aktualisierung vorgesehen) - Schutzumfang: Alteintragung (Aktualisierung vorgesehen) - Denkmaltyp: Bauliche Anlage | Fotos hochladen                  |
| 3280           | Wichmannstraße 4–6 (54° 19′ 11″ N, 10° 7′ 45″ O)       | Wohnblock                                    | Alteintragung (Aktualisierung vorgesehen) - Begründung: Alteintragung (Aktualisierung vorgesehen) - Schutzumfang: Alteintragung (Aktualisierung vorgesehen) - Denkmaltyp: Bauliche Anlage | Fotos hochladen                  |
| 13030          | Ziegelteich 10 (54° 19′ 8″ N, 10° 7′ 56″ O)            | Landwirtschaftskammer (Seitenflügel)         | Alteintragung (Aktualisierung vorgesehen) - Begründung: Alteintragung (Aktualisierung vorgesehen) - Schutzumfang: Alteintragung (Aktualisierung vorgesehen) - Denkmaltyp: Bauliche Anlage | Fotos hochladen                  |
| 3285           | Ziegelteich 16 -20 (54° 19′ 10″ N, 10° 7′ 54″ O)       | Mietwohnungshausgruppe                       | Alteintragung (Aktualisierung vorgesehen) - Begründung: Alteintragung (Aktualisierung vorgesehen) - Schutzumfang: Alteintragung (Aktualisierung vorgesehen) - Denkmaltyp: Bauliche Anlage | Fotos hochladen                  |

## Bewegliche Kulturdenkmale
| Objekt-ID | Lage                                          | Offizielle Bezeichnung                        | Beschreibung | Bild            |
| --------- | --------------------------------------------- | --------------------------------------------- | --- | --------------- |
| 3251      | Rathausplatz 1–2 (54° 19′ 21″ N, 10° 8′ 5″ O) | Münzkabinett Wilh. Ahlmann der Deutschen Bank | Münzkabinett - ehemalig Begründung: geschichtlich - Schutzumfang: gesamtes Objekt - Denkmaltyp: Bewegliches Kulturdenkmal | Fotos hochladen |

## Quelle
- Liste der Kulturdenkmale in Schleswig-Holstein – Landeshauptstadt Kiel (PDF)

- Karte mit allen Koordinaten:
- OSM |
- WikiMap